# Lully (Vaud)
Lully − miejscowość i gmina (commune) w zachodniej Szwajcarii, w kantonie Vaud, w okręgu (district) Morges. Leży nad rzeką Boiron de Morges.  

## Demografia
W Lully mieszkają 824 osoby. W 2021 roku 15,7% populacji gminy stanowiły osoby urodzone poza Szwajcarią.

## Transport
Przez teren gminy przebiegają autostrada A1 oraz drogi główne nr 1 i nr 128. 